# Kansas City Chiefs
Kansas City Chiefs är ett professionellt amerikansk fotbollslag från Kansas City, Missouri, USA. Chiefs spelar i National Football League (NFL) som medlemmar i American Football Conference (AFC) West Division. Chiefs spelar sedan 1972 sina hemmamatcher på Arrowhead Stadium som har en kapacitet på 76 416 åskådare.
Klubben grundades 1959 som Dallas Texans av affärsmannen Lamar Hunt och blev medlemmar i den dåvarande ligan American Football League (AFL). Våren 1963 flyttade laget till Kansas City, och antog dess nuvarande namn. Chiefs gick med i NFL när AFL och NFL slogs ihop 1970, och idag är laget värderat till över 3,7 miljarder dollar. Efter Hunts död 2006 blev hans fru Norma och barn ägare till laget. Efter Normas död 2023 ärvde Hunt-barnen hennes andel i franchisen. Clark Hunt, ett av Hunts barn, har varit ordförande och VD sedan 2006.
Chiefs vann tre AFL-mästerskap, 1962, 1966 och 1969, och blev det andra AFL-laget (efter New York Jets) att besegra ett NFL-lag i Super Bowl, då de besegrade Minnesota Vikings i Super Bowl IV. Den segern den 11 januari 1970 var den sista matchen innan ligornas sammanslagning trädde i kraft. Sedan 2017 har Chiefs presentationer på planen förbättrats oerhört tack vare huvudtränaren Andy Reid ledning och quarterbacken Patrick Mahomes styrning och har spelat fyra Super Bowls sedan 2019 och vunnit tre, LIV, LVII och LVIII.

## Historia

### Dallas Texans (1960–1962)
1959 började Lamar Hunt diskutera med andra affärsmän för att etablera en professionell fotbollsliga som skulle konkurrera med National Football League. Hunts önskan att etablera ett fotbollslag ökade efter att han sett finalen av NFL mellan New York Giants och Baltimore Colts år 1958. Efter flera misslyckade försök att köpa och flytta NFL-laget Chicago Cardinals till sin hemstad Dallas i Texas, gick Hunt till NFL och bad om att få skapa en expansionsfranchise i Dallas. NFL tackade nej till förslaget, så Hunt etablerade sedan American Football League och startade sitt eget lag, Dallas Texans, som började att spela 1960.
Hunt anställde den assisterande tränaren från University of Miamis fotbollslag, Hank Stram, för att bli lagets huvudtränare efter att jobberbjudandet till Bud Wilkinson och Tom Landry hade nekats. Efter Stram anställdes Don Klosterman som huvudscout och hedrades av många för att ha tagit med en mängd talanger till laget efter att ha lockat bort dem från NFL.
Texans delade hemmaarenan Cotton Bowl med NFL-laget Dallas Cowboys under tre säsonger. Tanken var från början att Texans skulle ha exklusiva tillgångar till arenan, men när NFL valde att expandera ligan och Cowboys grundades frös dem tillgångarna. Cowboys blev vid denna tidpunkt det stora laget i staden och hade ett publiksnitt på 24 500 åskådare, flest i hela ligan. Texans fick mindre uppmärksamhet på grund av att AFL hade en relativt lägre profil jämfört med NFL, men även eftersom laget inte var det bästa. Texans två första säsonger slutade med en 14 vinster och 14 förluster.
Under sin tredje säsong stepade Texans upp rejält och vann 11 av 14 matcher. Laget spelade sin första slutspelsmatch mot Houston Oilers, en match som sändes nationellt på ABC där Texans besegrade Oilers med 20–17 efter dubbel övertid. Matchen varade i 77 minuter och 54 sekunder, vilket vid den tiden var den längsta matchen i amerikansk fotbolls historia. Det är fortfarande den längsta slutspelsmatchen i American Football Leagues historia. Det visade sig vara den sista matchen laget skulle spela som Dallas Texans. 

### Kansas City Chiefs (1963–)
Trots att man ständigt konkurrerade mot Cowboys som bara hade som hade gått trögt under sina tre första säsonger, beslutade Hunt att mediamarknaden i Dallas inte kunde upprätthålla två professionella fotbollslag. Han övervägde att flytta Texans till antingen Atlanta eller Miami inför säsongen 1963. Han påverkades slutligen av ett erbjudande från Kansas Citys borgmästare Harold Roe Bartle. Bartle lovade att tredubbla klubbens säsongskortsförsäljning och utöka sittplatskapaciteten på Municipal Stadium för att få dit laget.
Hunt gick sedan med på att flytta klubben till Kansas City den 22 maj 1963 och den 26 maj döptes laget om till Kansas City Chiefs. Hunt och huvudtränaren Hank Stram planerade initialt att behålla Texans som namn, men efter en fansomröstning bestämdes det att det nya namnet skulle bli Chiefs. Namnet fick klubben för att hedra borgmästaren Bartles smeknamn som han fick i sin professionella roll som scoutchef för St. Joseph och Kansas City Boy Scoutråd samt grundare av Scouting Society. Tack vare det nya namnet förknippades laget felaktigt med indianer, vilket klubben officiellt gått ut med att namnet endast hänvisar till Bartles smeknamn.
Chiefs vann sin första Super Bowl 1969, året innan AFL och NFL slogs samman till en gemensam liga, då laget krossade Minnesota Vikings med 23–7 i New Orleans.

#### Patrick Mahomes eran (2017–)

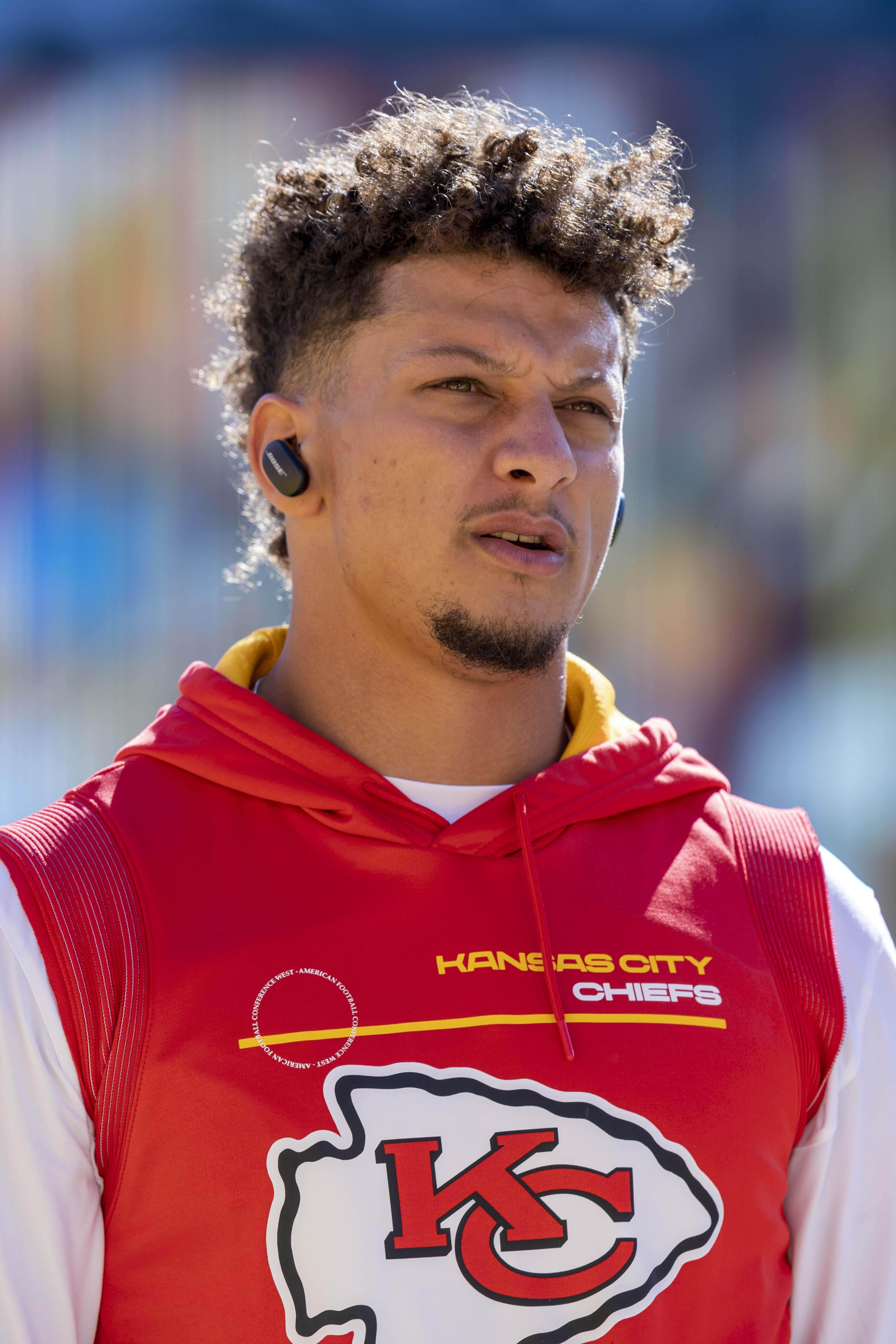
Patrick Mahomes i oktober 2021.

I NFL-draften 2017 valde Chiefs quarterbacken Patrick Mahomes som tionde spelare totalt, som sedan utvecklas till att bli lagets nya stjärna. Tillsammans med Travis Kelce och succé tränaren Andy Reid, som både kommit 2013, gick Chiefs in i en ny storhetstid. Organisationen vann sin andra Super Bowl 2019, denna gång besegrades San Francisco 49ers med 31–20 i Super Bowl LIV.
Den 6 juli 2020 skrev Mahomes på ett rekord tioårigt kontraktsförlängning värt 503 miljoner dollar som höll honom bunden till klubben fram till och med slutet av säsongen 2031. Kontraktet var det största som någonsin undertecknats inom nordamerikansk sport, mer än tredubblat värdet av det tidigare största kontraktet som undertecknats av Matt Ryan med Atlanta Falcons.
Tre säsonger efter lagets senaste Super Bowl-seger besegrade laget Philadelphia Eagles i Super Bowl LVII i en tät match som slutade 38–35, vilket bärgade Chiefs tredje Super Bowl-titel.

## Hemmaarena

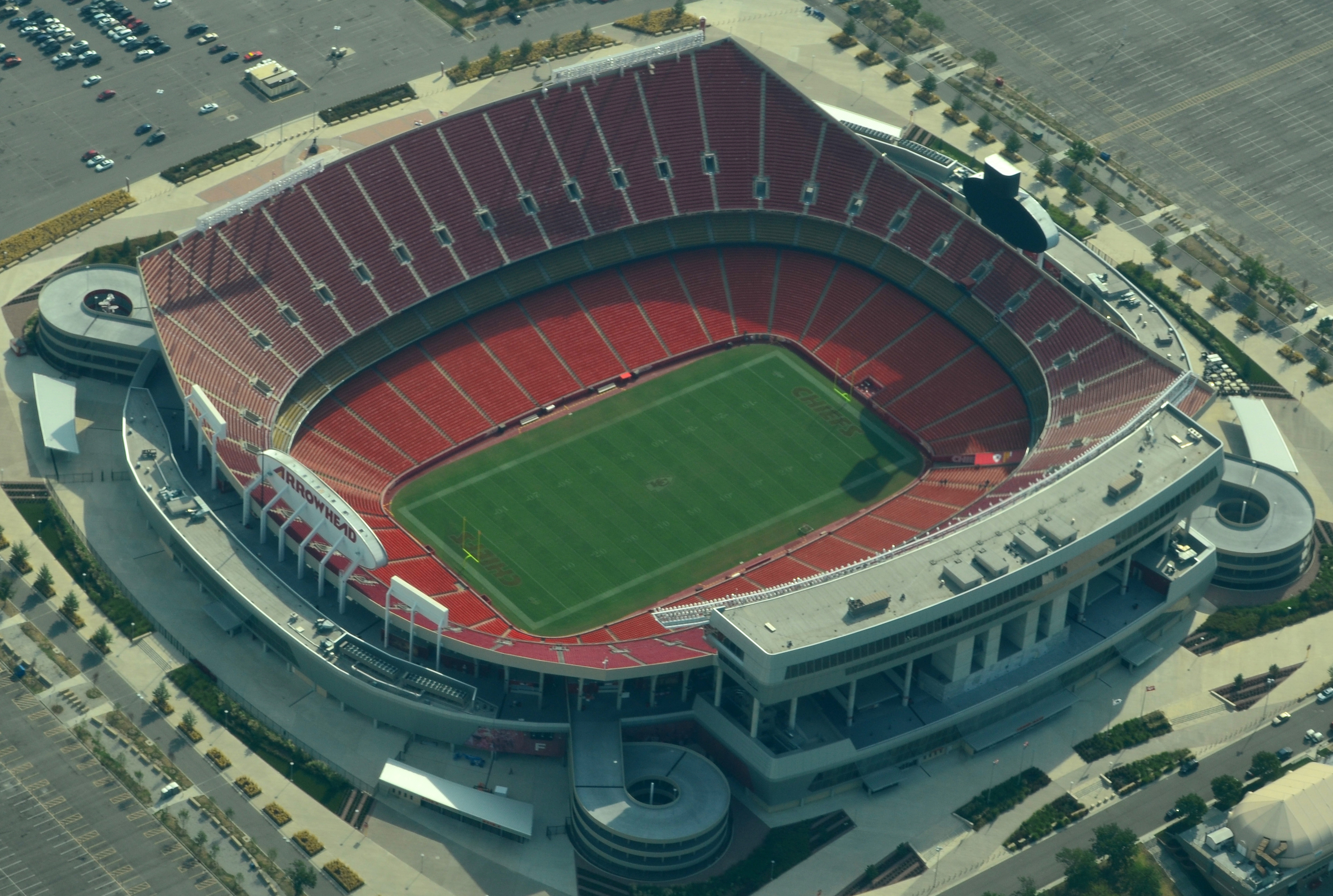
Arrowhead Stadium – Kansas City Chiefs hemmaplan sedan 1972.

Kansas City Chiefs spelar sedan 1972 sina hemmamatcher på Arrowhead Stadium. Publikkapacitet ligger på 76 416 åskådare vilket gör den till den 24:e största arenan i USA. Byggandet av Arrowhead Stadium slutfördes till säsongen 1972. Den 12 augusti 1972 besegrade Chiefs St. Louis Cardinals med 24–14 i den första försäsongsmatchen på den nya arenan. Den 5 november 1972 såg 82 094 personer (som än i dag är publikrekordet på arenan) Chiefs besegra Oakland Raiders, 27–14, för att därmed säkra sin första grundsäsongsseger på arenan.
Arrowhead Stadium rankas allt som oftast bland de tio bästa arenorna i NFL. Arenan anses oftast vara den mest högljudda NFL-arenan och kanske en av de svåraste arenorna i USA för motståndare att spela på. Den är klassiskt byggd för fansens upplevelse och har trots sin 50-åriga långa historia hållits i gott skick.

## Träningsanläggning

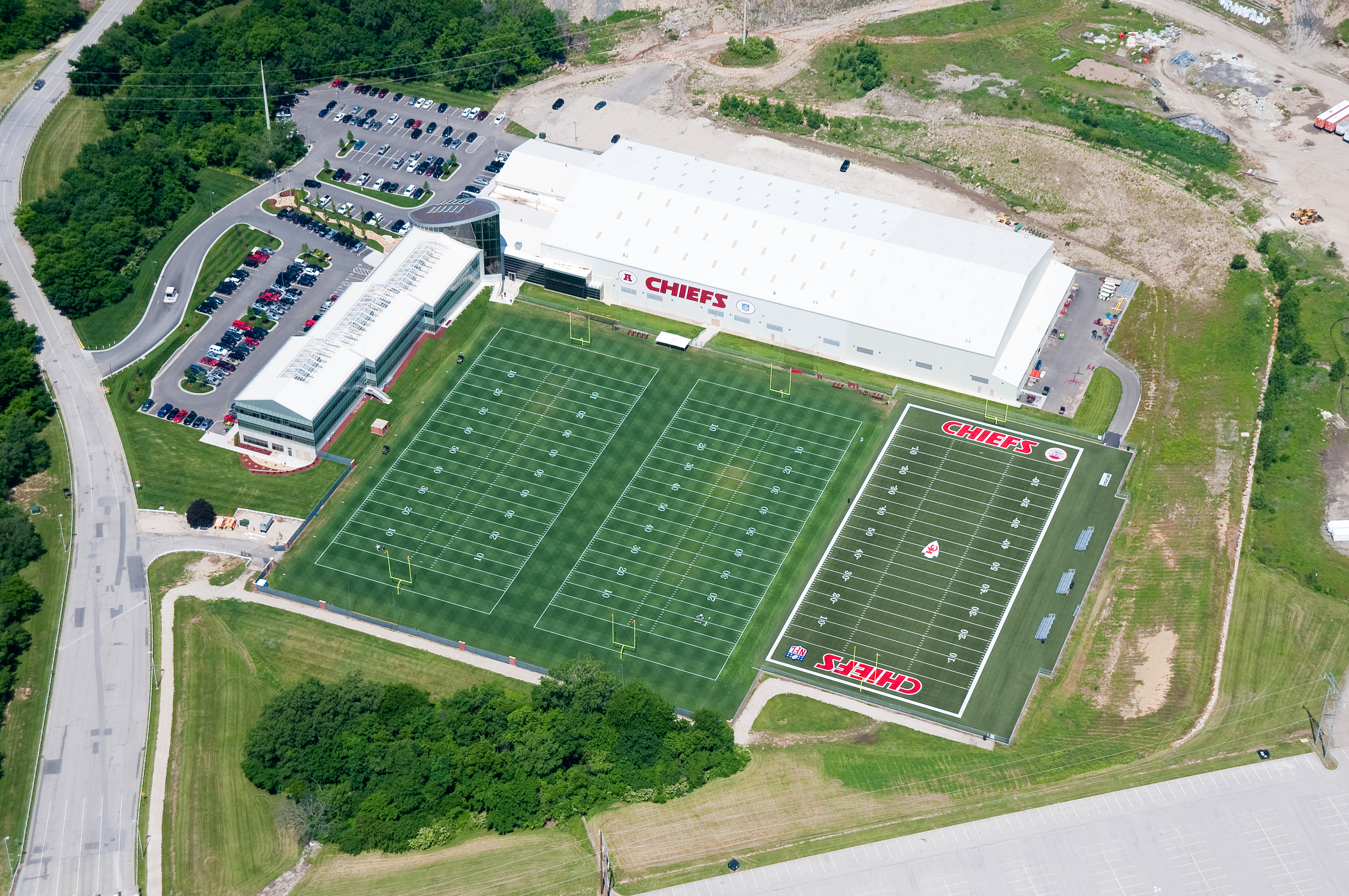
Chiefs träningsanläggning nära Arrowhead Stadium.

Under den ordinarie säsongen tränar Chiefs på sin egen träningsanläggning som är belägen i närheten av hemmaarenan Arrowhead Stadium. Anläggningen har tre utomhusplaner (två gräs och en konstgräs) samt en inomhusanläggning med en fullskalig fotbollsplan.

## Rivaler
Chiefs delar intensiva rivaliteter med sina tre AFC West motståndare, nämligen Denver Broncos, Las Vegas Raiders och Los Angeles Chargers, med Raiders rivaliteten som anses vara en av de mest bittra i NFL. När det gäller NFC-lag, delade Chiefs tidigare en rivalitet över staterna med lag placerade över delstaten Missouri och staden St Louis, alltså Cardinals and Rams. En individuell rivalitet mellan quarterbackarna Patrick Mahomes och Buffalo Bills Josh Allen har utvecklats under de senaste åren, med många som jämför den med den tidigare rivaliteten mellan Tom Brady och Peyton Manning.

## Mästerskap

### Super Bowl-vinster
| År   | Super Bowl | Motståndare         | Plats                        | Resultat   |
| ---- | ---------- | ------------------- | ---------------------------- | ---------- |
| 1969 | IV         | Minnesota Vikings   | Tulane Stadium, New Orleans  | 23–7       |
| 2019 | LIV        | San Francisco 49ers | Hard Rock Stadium, Miami     | 31–20      |
| 2022 | LVII       | Philadelphia Eagles | State Farm Stadium, Glendale | 38–35      |
| 2023 | LVIII      | San Francisco 49ers | Allegiant Stadium, Las Vegas | 25–22 (OT) |

## Kända spelare

### Pensionerade tröjnummer
| Nr | Spelare        | Position | Karriär   |
| -- | -------------- | -------- | --------- |
| 1  | Jan Stenerud   | K        | 1967–1979 |
| 16 | Len Dawson     | QB       | 1962–1975 |
| 18 | Emmitt Thomas  | CB       | 1966–1978 |
| 28 | Abner Haynes   | RB       | 1960–1964 |
| 33 | Stone Johnson  | RB       | 1963      |
| 36 | Mack Lee Hill  | RB       | 1964–1965 |
| 58 | Derrick Thomas | LB       | 1989–1999 |
| 63 | Willie Lanier  | LB       | 1967–1977 |
| 78 | Bobby Bell     | LB       | 1963–1974 |
| 86 | Buck Buchanan  | DT       | 1963–1975 |